# 乙烯菌核利
乙烯菌核利（英語：Vinclozolin）是一种二甲酰亚胺类杀菌剂,平常用于葡萄园等场所。它是一种内分泌干扰素。
最近的科学发现表明，暴露在乙烯菌核利下的大鼠的脱氧核糖核酸发生变化，并持续了四代。但是这个结论必须小心的推广，因为没有更大范围内的超过三代以上的其他研究。